# Gyoshū Hayami
Gyoshū Hayami (jap. 速水 御舟 Hayami Gyoshū), właśc. Eiichi Makida (jap. 蒔田 栄一 Makida Eiichi); ur. 2 sierpnia 1894, zm. 20 marca 1935 – japoński malarz.
Pochodził z Tokio, jego ojciec był właścicielem lombardu w dzielnicy Asakusa. W 1908 roku rozpoczął naukę malarstwa u Fukō Matsumoto (1840–1923), który prowadził pracownię niedaleko jego domu rodzinnego, gdzie uczył się malowania z natury i kopiowania dzieł dawnych mistrzów. Jego obrazy zwróciły uwagę kolekcjonera Tomitarō Hary, który ufundował młodemu artyście stypendium. W 1914 roku przybrał nazwisko Hayami, będące panieńskim nazwiskiem jego matki. Tworzył realistyczne obrazy w stylu nihonga. Pozostawał pod silnym wpływem prac i rozważań Shikō Imamury (1880–1916), poszukując nowych środków wyrazu mogących ożywić malarstwo japońskie i próbując łączyć tradycyjne malarstwo yamato-e i nanga z elementami europejskimi. W 1930 roku odbył podróż do Europy, Egiptu i Korei.
Zmarł przedwcześnie na skutek zarażenia tyfusem.

## Galeria

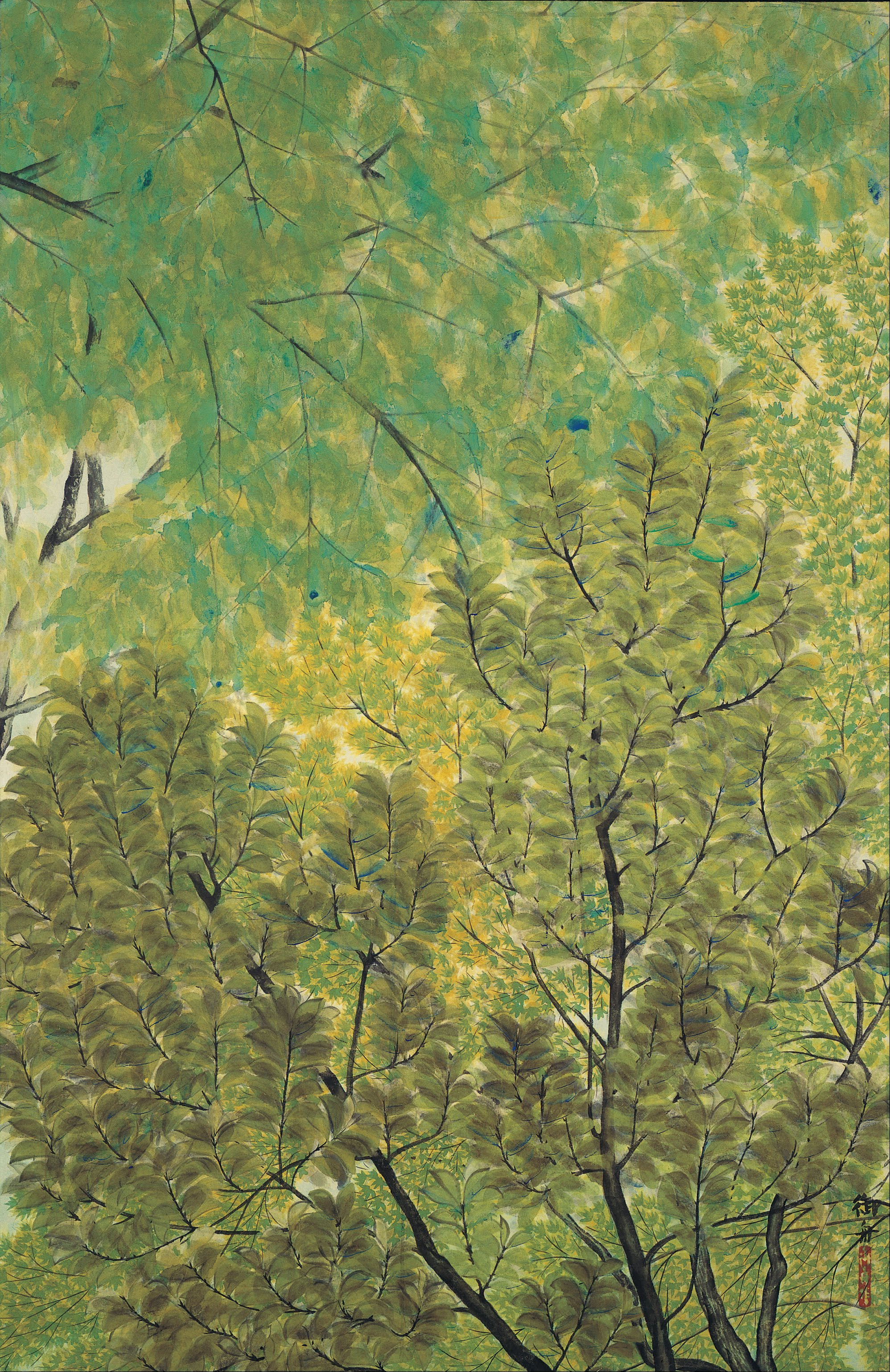
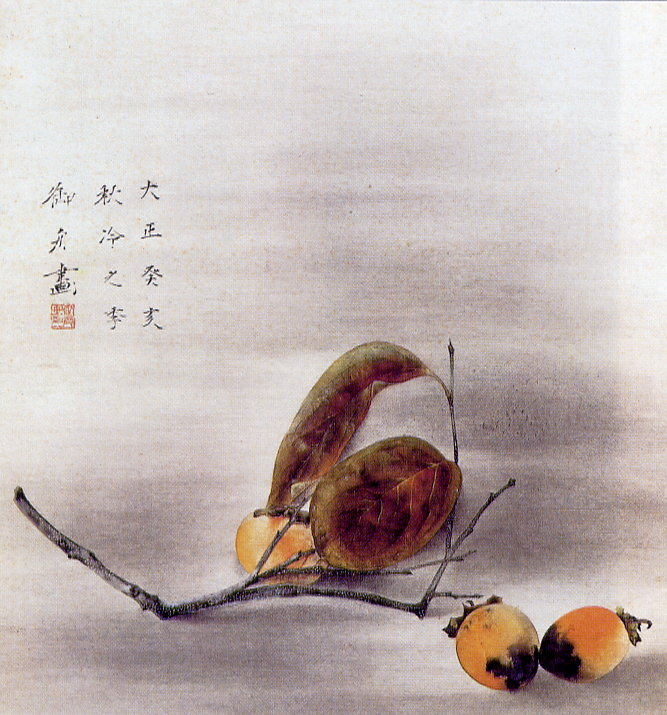
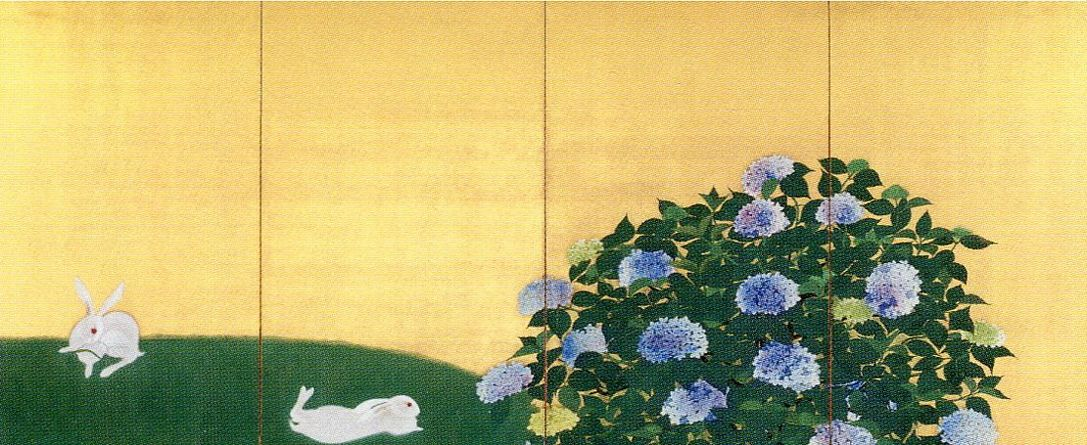
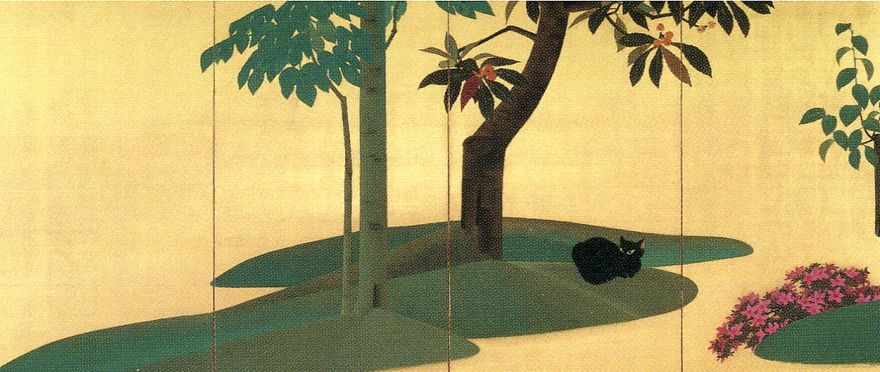
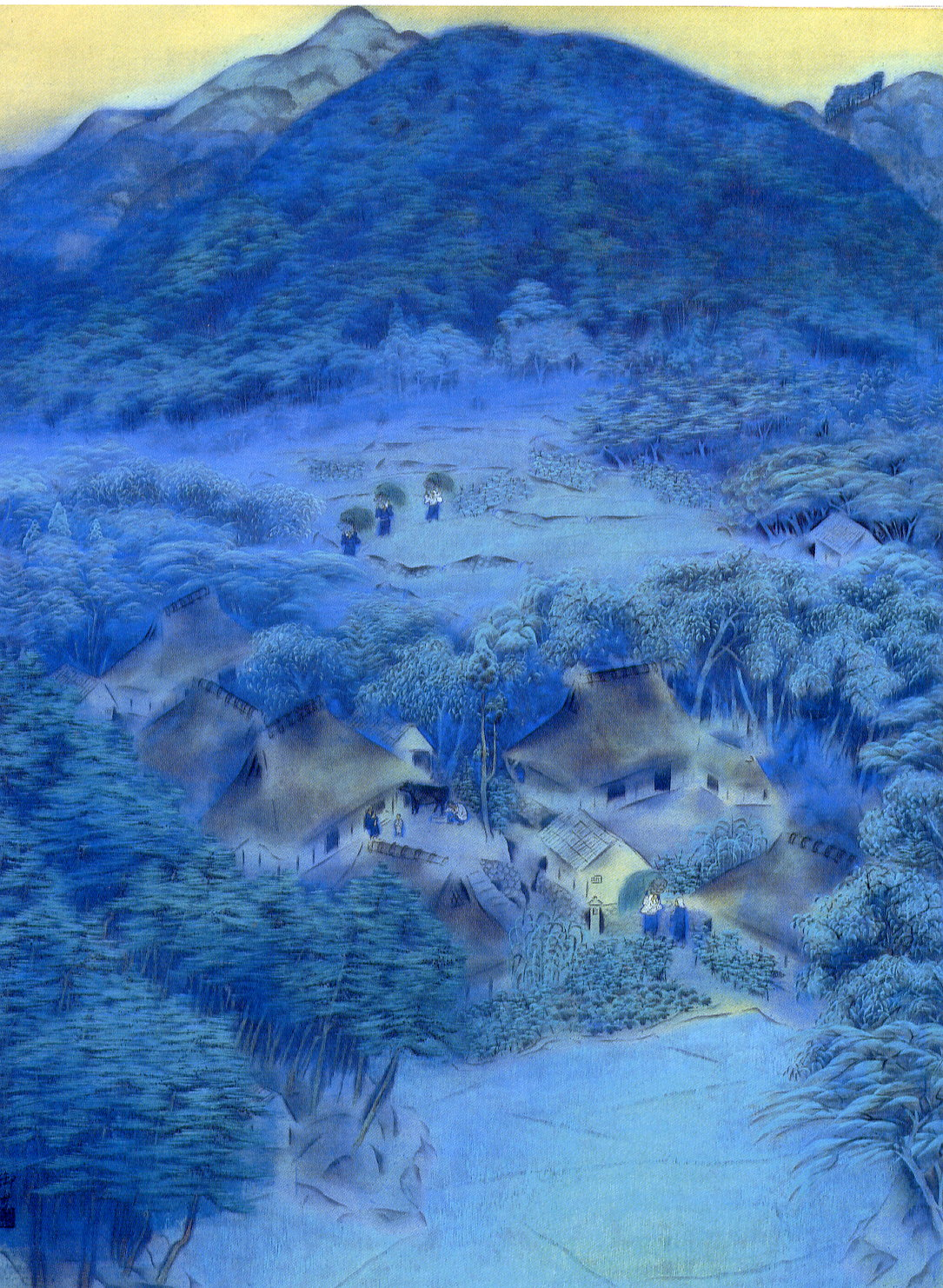
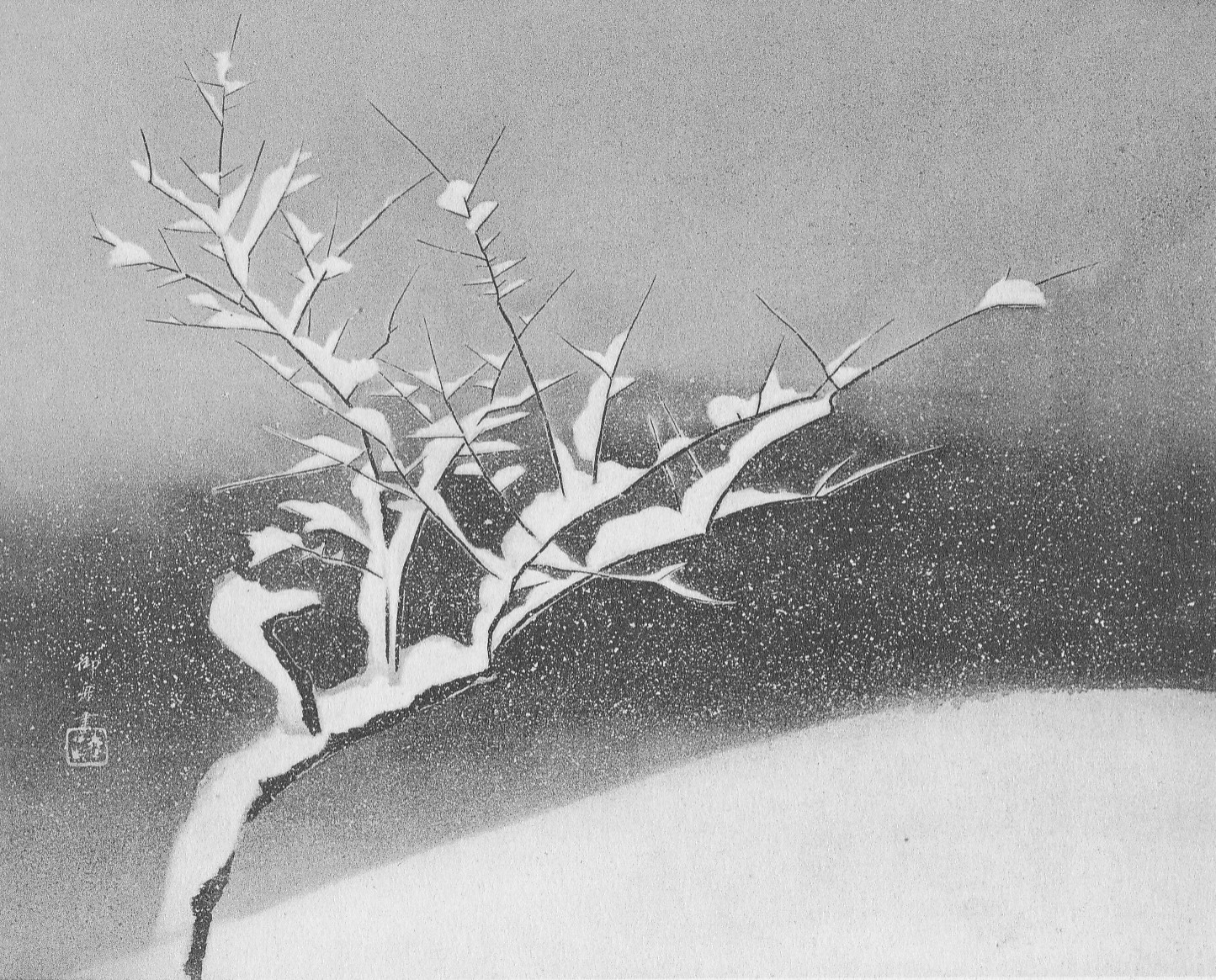
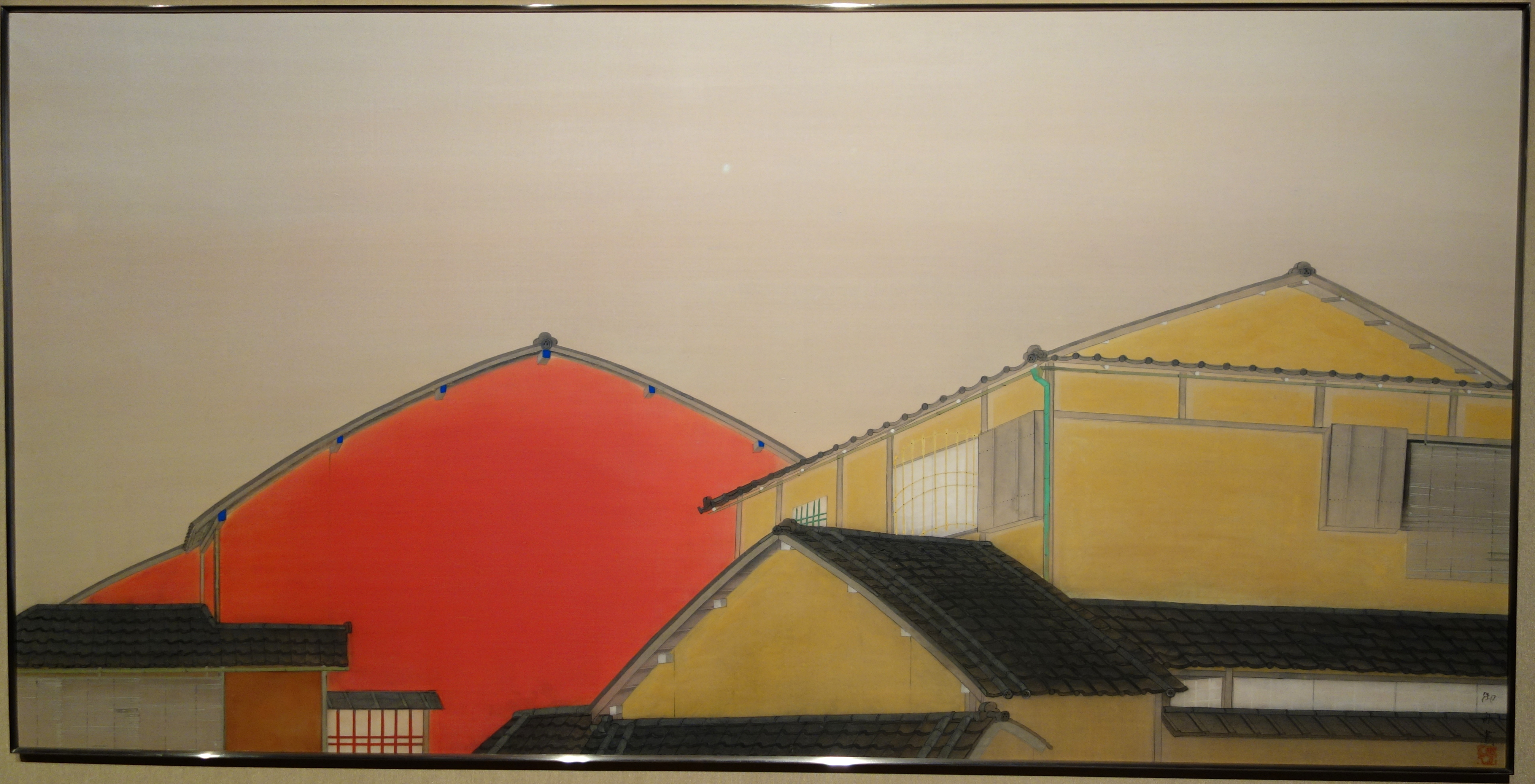
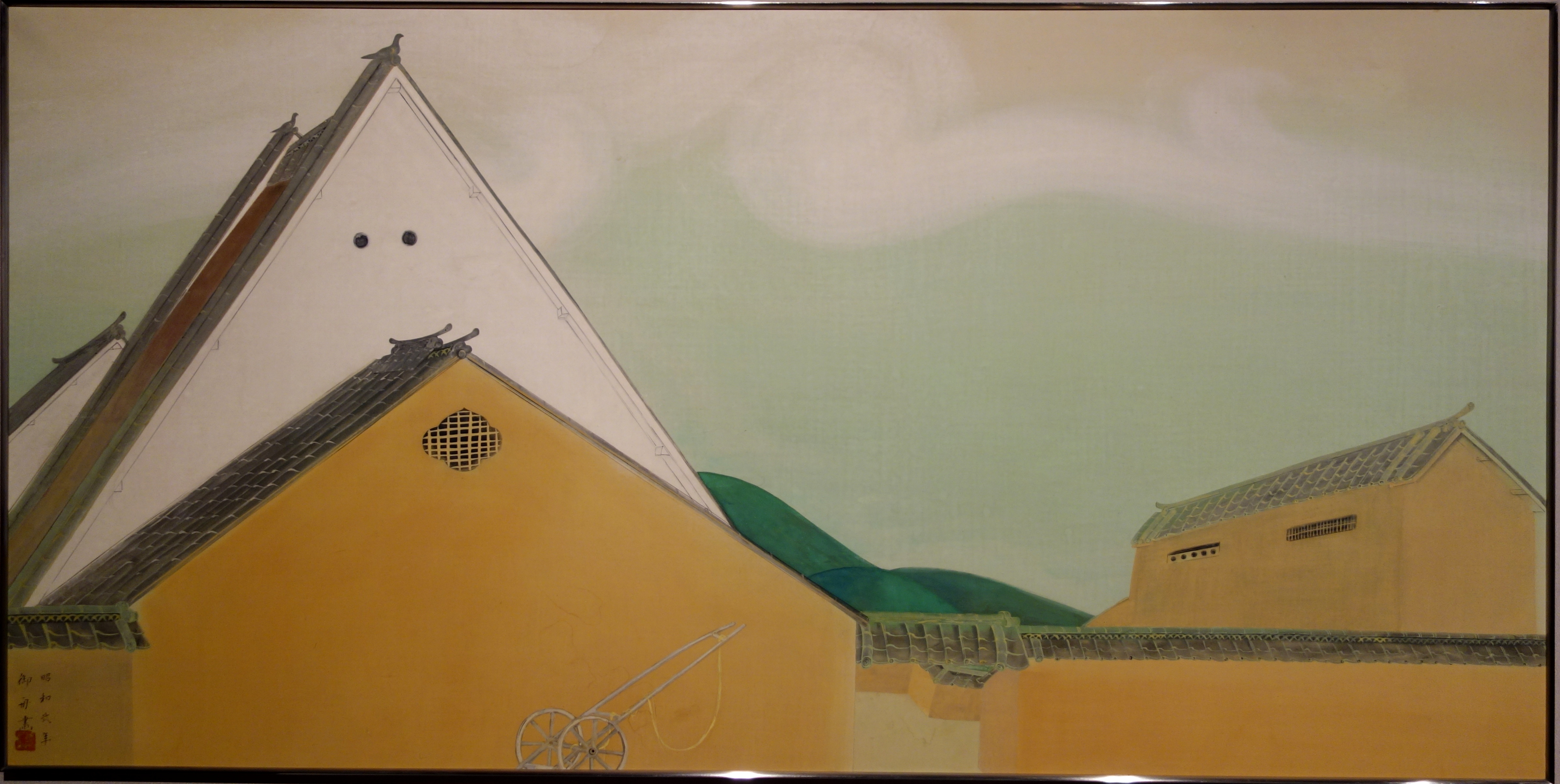
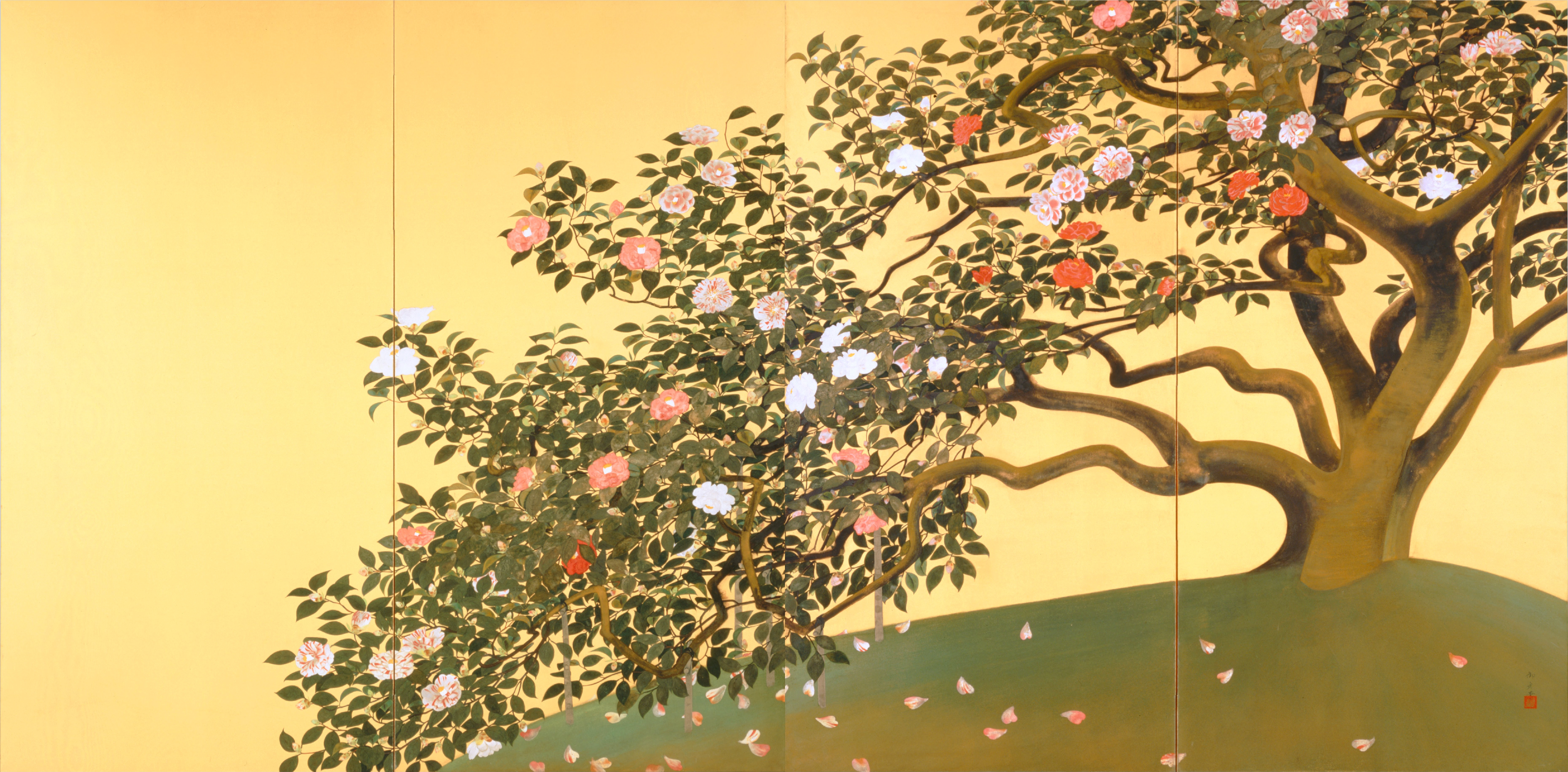